# GATE
GATE est un jeu vidéo d'aventure-action conçu par les programmeurs suisses Henrik Gudat, Jörg Kienzle et Yann Le Tensorer, sorti en 1991. Le gameplay est comparable à celui de The Legend of Zelda de Nintendo, avec une vue de dessus et un mélange d'action, d'aventure et de résolution de puzzles.
Le jeu a été publié pour l'Apple IIGS et le Macintosh. La version Apple IIGS prenait en charge plusieurs langues, dont l'anglais et le français, tandis que la version Macintosh pouvait également supporter l'allemand ou le kanji en plus de l'anglais et du français de la version originale Apple IIGS.

## Contexte
Le jeu a été programmé par Henrik Gudat lorsqu'il était étudiant universitaire. Le point de départ était un pari à l'école pour voir qui pourrait réellement écrire un jeu d'action complet. Après l'implémentation des fonctions de base, Jörg Kienzle et Yann Le Tensorer ont été impliqués pour fournir les graphismes, les effets sonores et la musique. Yann Le Tensorer, qui est devenu une figure clé dans la série Rayman d'UbiSoft, a fourni la plupart de la musique et des effets sonores. Pendant ce temps, Jörg Kienzle a conçu les éléments graphiques, développé l'intrigue et contribué aux effets sonores supplémentaires.
Le jeu a été initialement publié par Toolbox S.A. d'Argenteuil. Après la fermeture de Toolbox, la publication et la commercialisation du jeu ont été prises en charge par Seven Hills Software, Tallahassee, Floride.

## Développement
Il a été publié pour la première fois sur l'Apple IIGS en 1991, et nécessite au moins 1 Mo de RAM. Une carte stéréo est recommandée car elle implémente une musique de fond stéréo à 15 canaux. Les joueurs ont la possibilité de jouer en anglais ou en français dès le début du jeu. Le jeu ne peut pas être installé sur disque dur car il utilise un système d'exploitation personnalisé ; un lecteur de disquettes 3,5" est donc requis pour y jouer.
GATE a été porté sur Macintosh en 1994, par Jörg Kienzle, avec des graphismes conçus par Valérie Le Tensorer. Le jeu nécessite au moins 4 Mo de RAM et fonctionne sur des Macs avec un système d'exploitation entre OS 6.0.7 et OS 9.2.2. En plus de jouer en anglais ou en français, les joueurs peuvent également choisir l'allemand ou le Kanji dans cette version. Il est installable sur disque dur et nécessite 4,5 Mo d'espace disque. Bien qu'il ait été initialement publié par Seven Hills Software, Jörg Kienzle l'a mis à disposition en tant que shareware en 1996.

## Intrigue
Le joueur incarne un guerrier qui a été fait prisonnier par Darg, le Maître du Feu, qui répand la terreur sur Divesia, le pays où se déroule le jeu. Il a été jeté dans la prison du château. Le but de sa mission est de retrouver Darg et de le vaincre en duel pour restaurer la paix à Divesia.